# Жан Таміні
Жан Таміні (фр. Jean Tamini, 9 грудня 1919, Монтей — 13 березня 1993) — швейцарський футболіст, що грав на позиції нападника, зокрема, за клуб «Серветт», а також національну збірну Швейцарії.
Дворазовий чемпіон Швейцарії. Володар Кубка Швейцарії. 

## Клубна кар'єра
У футболі дебютував 1940 року виступами за команду «Сент-Етьєн», в якій провів один сезон. 
Згодом з 1941 по 1945 рік грав у складі команд «Ліон» (двічі) та «Серветт».
Своєю грою за «Ліон» знову привернув увагу представників тренерського штабу клубу «Серветт», до складу якого повернувся 1945 року. Цього разу відіграв за женевську команду наступні п'ять сезонів своєї ігрової кар'єри. За цей час двічі виборював титул чемпіона Швейцарії.
Протягом 1950—1952 років знову захищав кольори «Сент-Етьєна».
Завершив професійну ігрову кар'єру у клубі «Серветт», у складі якого вже виступав раніше. Прийшов до команди 1952 року, захищав її кольори до припинення виступів на професійному рівні у 1954.

## Виступи за збірну
1946 року дебютував в офіційних матчах у складі національної збірної Швейцарії. Протягом кар'єри у національній команді провів у її формі 20 матчів, забивши 3 голи.
У складі збірної був учасником чемпіонату світу 1950 року у Бразилії, де зіграв з Югославією (0-3), з Бразилією (2-2) і з Мексикою (2-1). 
Помер 13 березня 1993 року на 74-му році життя.

## Титули і досягнення
- Чемпіон Швейцарії (2):

«Серветт»: 1945—1946, 1949—1950
- Володар Кубка Швейцарії (1):

«Серветт»: 1948—1949